# Longhua, Haikou
Longhua är ett stadsdistrikt  i provinshuvudstaden  Haikou i Hainan-provinsen i sydligaste Kina.